# Antonio Gustavino Moreno
Antonio Gustavino Moreno (València, 27 de gener de 1837 – València, 8 de febrer de 1919) fou un violoncel·lista, organista i compositor valencià.
Inicià els seus estudis amb Pascual Pérez Gasón, i posteriorment entrà com a infant cantor a l'església del Corpus Christi. Continuà els seus estudis al Real Conservatorio de Madrid. Va formar part de diverses orquestres, tan a Madrid com a València. Va ser ordenat prevere i ocupà la primera plaça d'organista de la catedral de Santiago de Cuba. L'any 1898 inicià el noviciat al Monestir de Sant Esperit. Realitzà una gran labor formativa en l'àmbit de la música a la ordre franciscana de la província de València.

## Obres musicals
Misses
- Misa sobre el himno gregoriano Quem terra, a 4 veus masculines.
- Misa dedicada a la Virgen, a 4 veus i orquesta.

Flors de maig
- Hermosas guirnaldas.
- Salve Virgen del mundo a solo, dúo, 3 veus i orgue.
- Venid y vamos todos.

Motets
- O fons puritatis, a 3 veus blanques i orgue.
- Tu es Petrus.

Música escènica
- Éxtasis de San Buenaventura de Bagnorea, Zarzuela.

Banda
- Pasodoble.

Música de cambra
- Cuarteto de cuerdas.

Música eclesiàstica
- Cantata a la Immaculada, a 8 voces y orquestra.